# جیسون فاولر (بازیکن فوتبال)
جیسون فاولر (انگلیسی: Jason Fowler؛ زادهٔ ۲۰ اوت ۱۹۷۴) بازیکن فوتبال اهل بریتانیا است.
از باشگاه‌هایی که در آن بازی کرده‌است می‌توان به باشگاه فوتبال بریستول سیتی، باشگاه فوتبال تورکی یونایتد، و باشگاه فوتبال کاردیف سیتی اشاره کرد.